# Athetis bisignata
Athetis bisignata là một loài bướm đêm trong họ Noctuidae.